# Yermakhan Ibraimov
Yermakhan Ibraimov (n. 1 ianuarie 1972, Djambul, Kazahstan) este un boxer ce a reprezentat Kazahstan, medaliat olimpic. A participat la 2 ediții ale Jocurilor Olimpice (1996, 2000) în care a câștigat o medalie de aur și o medalie de bronz.